# Amenophis (Bürgermeister von Memphis)
Amenhotep (Amenophis), genannt Huy, war ein „Bürgermeister von Memphis“ unter König (Pharao) Ramses II. und damit eine der wichtigsten Persönlichkeiten dieser Zeit.
Er ist vor allem von seinen beiden Sarkophagen, die schon in der Dritten Zwischenzeit wiederverwendet wurden und zu den eindrucksvollsten Privatmonumenten dieser Zeit gehören, einen Pyramidion und Uschebtis, die sich im Serapeum fanden, her bekannt. Er scheint eher in der Mitte der Regierungszeit von Ramses II. im Amt gewesen zu sein, da ein gewisser Ptahmose das Amt des „Bürgermeisters von Memphis“ am Beginn der Regierungszeit von Ramses II. innehatte. Sein Grab konnte bisher nicht lokalisiert werden, doch zeigt die Wiederverwendung der Sarkophage, dass es schon früh geplündert worden ist.
Seine Titel lauteten unter anderem „Großbürgermeister in Hutkaptah“, „Bürgermeister in der Stadt des Ptah“, „Wahrer beliebter Königsschreiber“ und „Hausverwalter im Tempel des Fürsten“.